# Stemonosudis elongata
Stemonosudis elongata är en fiskart som först beskrevs av Ege, 1933.  Stemonosudis elongata ingår i släktet Stemonosudis och familjen laxtobisfiskar. Inga underarter finns listade i Catalogue of Life.